# Epafo
Épafo (in greco antico: Ἔπᾰφος?, Épăphos) o Munanzio è un personaggio della mitologia greca, re d'Egitto e figlio di Zeus ed Io. Un'altra versione meno diffusa lo descrive come figlio di Protogenia. Épafo ebbe una sorella di nome Ceroessa e fu sposo di Menfi da cui ebbe due figlie, Lisianassa e Líbia.
Nella mitologia romana Épafo è il padre di Líbia avuta però dalla sposa Cassiopea.
Nella Religione egizia Épafo era identificato con Apis.

## Mitologia
Épafo nacque sulle rive del fiume Nilo dopo un lungo peregrinare di sua madre che, trasformata in una mucca dalla gelosia di Era (la moglie di Zeus), aveva percorso gran parte del mondo conosciuto fuggendo da un tafano che questa le aveva mandato per mortificarla.  Quando infine giunse in Egitto le carezze di Zeus le restituirono la sua figura umana.
Però la rabbia di Era non era ancora sfumata poiché questa ordinò ai Cureti di sequestrare il neonato e coloro che furono scoperti da Zeus furono annientati da un suo fulmine prima che rivelassero dove avevano nascosto Épafo ancora infante.
Così la madre Io intraprese un nuovo viaggio per cercarlo e lo ritrovò in Siria, dove scoprì che veniva allattato da una sposa (Astarte o Saosis) del re Malcandro di Biblos.
Quando Épafo fu riportato in Egitto la madre sposò il re Telegono a cui Épafo successe dopo la morte del patrigno.
Épafo si sposò con Menfi, una figlia del dio Nilo ed in suo onore fondò la città di Menfi che divenne con il tempo la nuova capitale del regno.
Con Menfi ebbe una figlia chiamata Lisianasa e con la stessa o con Cassiopea, fu padre di Líbia.
Da tali unioni discesero i libici, gli etiopi ed i pigmei, avendo così questi popoli un'origine comune argivo.
Secondo Eschilo nel suo Prometeo incatenato, fu uno di questi discendenti (precisamente il tredicesimo) quello che liberò il titano dalle catene.
Épafo era grande amico di Fetonte al quale somigliava molto, ma gli scherzi o meglio le offese di Épafo durante una disputa, incitarono Fetonte a chiedere a suo padre di poter condurre per un giorno il carro del sole e con le conseguenze disastrose e che intristirono profondamente Épafo.
Dopo un regno glorioso Épafo ebbe una morte orribile ed il vedere il figlio bastardo di suo marito convertito in re di un luogo così bello accese ancora di più la sete di vendetta di Era, che decise che Épafo doveva morire mentre cacciava, e convinse i titani a ribellarsi contro suo marito. Sebbene questa ribellione risultò infruttuosa, i titani divorarono Épafo prima che Zeus e gli altri dei dell'Olimpo li gettassero nel Tartaro.

## Albero genealogico
| Zeus | Zeus | Zeus      | Zeus      | Zeus      | Zeus      |           |           |       |       |       |       | Io | Io | Io      | Io      | Io      | Io      |         |         |  |  | Nilo  | Nilo  | Nilo  | Nilo  | Nilo  | Nilo  |  |  |  |  |  |  |  |  |  |  |  |  |  |  |  |  |  |  |
| Zeus | Zeus | Zeus      | Zeus      | Zeus      | Zeus      |           |           |       |       |       |       | Io | Io | Io      | Io      | Io      | Io      |         |         |  |  | Nilo  | Nilo  | Nilo  | Nilo  | Nilo  | Nilo  |  |  |  |  |  |  |  |  |  |  |  |  |  |  |  |  |  |  |
|      |      |           |           |           |           |           |           |       |       |       |       |    |    |         |         |         |         |         |         |  |  |       |       |       |       |       |       |  |  |  |  |  |  |  |  |  |  |  |  |  |  |  |  |  |  |
|      |      |           |           |           |           | Epafo     | Epafo     | Epafo | Epafo | Epafo | Epafo |    |    |         |         |         |         |         |         |  |  | Menfi | Menfi | Menfi | Menfi | Menfi | Menfi |  |  |  |  |  |  |  |  |  |  |  |  |  |  |  |  |  |  |
|      |      |           |           |           |           | Epafo     | Epafo     | Epafo | Epafo | Epafo | Epafo |    |    |         |         |         |         |         |         |  |  | Menfi | Menfi | Menfi | Menfi | Menfi | Menfi |  |  |  |  |  |  |  |  |  |  |  |  |  |  |  |  |  |  |
|      |      |           |           |           |           |           |           |       |       |       |       |    |    |         |         |         |         |         |         |  |  |       |       |       |       |       |       |  |  |  |  |  |  |  |  |  |  |  |  |  |  |  |  |  |  |
|      |      | Poseidone | Poseidone | Poseidone | Poseidone | Poseidone | Poseidone |       |       |       |       |    |    | Líbia   | Líbia   | Líbia   | Líbia   | Líbia   | Líbia   |  |  |       |       |       |       |       |       |  |  |  |  |  |  |  |  |  |  |  |  |  |  |  |  |  |  |
|      |      | Poseidone | Poseidone | Poseidone | Poseidone | Poseidone | Poseidone |       |       |       |       |    |    | Líbia   | Líbia   | Líbia   | Líbia   | Líbia   | Líbia   |  |  |       |       |       |       |       |       |  |  |  |  |  |  |  |  |  |  |  |  |  |  |  |  |  |  |
|      |      |           |           |           |           |           |           |       |       |       |       |    |    |         |         |         |         |         |         |  |  |       |       |       |       |       |       |  |  |  |  |  |  |  |  |  |  |  |  |  |  |  |  |  |  |
|      |      |           |           |           |           |           |           |       |       |       |       |    |    |         |         |         |         |         |         |  |  |       |       |       |       |       |       |  |  |  |  |  |  |  |  |  |  |  |  |  |  |  |  |  |  |
|      |      |           |           |           |           |           |           |       |       |       |       |    |    |         |         |         |         |         |         |  |  |       |       |       |       |       |       |  |  |  |  |  |  |  |  |  |  |  |  |  |  |  |  |  |  |
|      |      | Belo      | Belo      | Belo      | Belo      | Belo      | Belo      |       |       |       |       |    |    | Agenore | Agenore | Agenore | Agenore | Agenore | Agenore |  |  |       |       |       |       |       |       |  |  |  |  |  |  |  |  |  |  |  |  |  |  |  |  |  |  |